# Syzygium isabelense
Syzygium isabelense är en myrtenväxtart som först beskrevs av Eduardo Quisumbing y Argüelles, och fick sitt nu gällande namn av Elmer Drew Merrill. Syzygium isabelense ingår i släktet Syzygium och familjen myrtenväxter.
Artens utbredningsområde är Filippinerna. Inga underarter finns listade i Catalogue of Life.